# Rolf Svensson
Rolf Svensson, född 29 juni 1935, är en svensk bågskytt. Han deltog vid olympiska sommarspelen 1972, olympiska sommarspelen 1976 och olympiska sommarspelen 1980.